# Левко Дурко
Лео́нтій Володи́мирович Бебе́шко, більш відомий під псевдонімом Левко́ Дурко́ (нар. 17 червня 1949, Стрий, Львівська область) — український співак, шоумен. Багато пісень скеровані на дитячу аудиторію. Заслужений артист України (з 2002). Брат продюсера Володимира Бебешка.

## Біографія
Леонтій Бебешко народився 17 червня 1949 року в місті Стрий на Львівщині. Закінчив Стрийський сільськогосподарський технікум, диригентсько-хорове відділення Дрогобицького музичного училища, заочно — Львівський інститут фізкультури, викладав у спортивній школі, працював музикантом у ресторанах, на весіллях.
У 1989 році завдяки допомозі свого брата Володимира, професійного звукорежисера й аранжувальника, записав першу свою пісню «Їду в Югославію» (Левкові тоді виповнилося 40, і він був музикантом у гурті «Віка» братової Вікторії Врадій). Взявши сценічне ім'я «Левко Дурко», Леонтій починає співпрацювати зі «Студією Лева», де записуються і видаються його перші три альбоми. У Канаді вийшла дитяча платівка «Веселі пригоди Левка Дурка».
Левкові виступи сприймаються неоднозначно — від повного захвату до абсолютного несприйняття. Пісні Левка Дурка співали й інші виконавці — Віктор Морозов, Ірчик зі Львова, Віталій Сачок. Наприкінці 1995 року лейбл НАК випустив CD-збірник Левка Дурка «Супер хіти», а за рік свіжий альбом «Дівчино, вишли листа», ще за рік — «Весілля під столом»; кілька касет випустила також дрогобицька студія «Фенікс». Надалі Левко перейшов на створення пісень для дітей — найкращі з них увійшли до компакту «Казки Левка Дурка».
Леонтій Бебешко поставив собі за мету здійснити проєкт по створенню дитячої музичної студії для обдарованих дітей та для дітей-сиріт, з незаможних сімей — і досяг її. У 1997 році Міжнародний фонд «Відродження» протоколом виконавчого комітету № 74 від 22.12.97 р. визнав проєкт «Підтримаймо талант» (керівник Л. Бебешко) одним з найкращих. Це дало можливість залучити до занять співом не тільки дітей Стрийського сиротинцю, де артист частий гість, а й проводити різні благодійні заходи для дітей та молоді на базі цієї студії.
Працюючи з дітьми, Леонтій Бебешко навчає їх створювати індивідуальні сценічні образи, розвиває творчу думку. Зокрема, вечори-шоу «Двійників» народилися завдяки саме Леонтію Бебешку. Левко, як по-приятельськи називають його друзі, постійний член журі регіональних фестивалів дитячої пісні «Цвіт папороті», духовної пісні «З Христом кожну мить», всеукраїнського фестивалю дитячої пісні «Надія», «Кришталевий жайвір» (м. Тернопіль), «На крилах дитинства» (Львів), «Захід-21 століття» (Івано-Франківськ), «Джаночка-співаночка» (Львів), «Зірки на сцену» (Київ).
Дуже добре сприймають його виступи хворі діти, для яких він виступає в специфічних інтернатах та на зустрічах. Прикладом може бути проєкт «Церебрал» (м. Стрий), де виступ Левка Дурка запам'ятався дітям, хворим ДЦП, надовго. На цій же зустрічі вперше пролунала пісня «Право жити», яка в доступній формі доносить зміст шостої статті «Конвенції про права дитини».
Артиста Л. Бебешка добре знають і в інших містах України, де він розважає своїми виступами дітей (дуже часто на літніх таборах). Добре відомі його програми «Левко в школі» — тематична програма про географію. «З рідного порога — безпечна дорога» — профілактична програма проти травматизму дітей на автошляхах.
Левко Дурко має популярність не тільки серед дітей, а й серед дорослого населення. Він постійний учасник свята рідного міста, святкувань Дня Незалежності. Давно стали хітами його пісні для дітей «Моя бабця», «Малинове варення», «Гномик Ронтомтомик», «Пісня про маму», «Славний музикант», «Многая літа». Артист є постійним членом та спонсором благодійного фонду «Дітям Стрийщини», де за його участю відбуваються різні молодіжні заходи, зустрічі з дітьми. Високу оцінку його творчості дав композитор Юрій Рибчинський, який підтримав ідею створення музичної студії для дітей під керівництвом Леонтія Бебешка.
Також Леонтій Бебешко — ведучий програми «Смієшся ти, сміюся і я, сміється разом весь М2» на каналі М2.

## Сім'я
Друга дружина — Лідія Бебешко (нар. 04 жовтня 1978, Стрий, Львівська область), сценічний псевдонім «АЕЛІТА» — співачка та телеведуча.
Донька від шлюбу з Лідією Бебешко — Ірина Тарнавська-Бебешко (нар. 07 жовтня 1996, Львів).

## Відзнаки
- 1989 р. — 1-ий фестиваль «Червона Рута» в Чернівцях — гран-прі, як музикант гурту «Віка».
- 1991 р. — фестиваль «Червона Рута» в Запоріжжі — гран-прі, як музикант гурту «Віка».
- 1991 р. (осінь) — всесвітній з'їзд українців в м. Сопот (Польща) — спеціальна відзнака за гумористичну пісню, яка стала запрошенням на тури в Канаду та Америку.
- 1992 р. — фестиваль «Міс рок-Європа» — гран-прі, як музикант гурту «Віка».
- 1995 р. — лауреат всеукраїнського конкурсу сучасної пісні «Мелодія-95» за шлягер «No problem» телекомпанії «Міст».
- 1996 р. — лауреат всеукраїнського конкурсу «Шлягер-96» за пісню «No problem» (м. Київ).
- 1997 р. — «Шлягер-97» — дипломант за пісню «Файдулі фай».
- 1997 р. — отримав нагороду-диплом за музичне оформлення міжнародної спеціалізованої виставки «Комфорт-97».
- 1999 р. — міжнародна спеціальна виставка «Автотех-99» — диплом від керівництва за найкраще музичне оформлення та рекламні пісні.
- 2002 р. — присвоєно звання «Заслужений артист України».

## Альбоми
- 1995 — Супер-хіт [Архівовано 13 січня 2017 у Wayback Machine.]
- 1996 — Моя бабця [Архівовано 13 січня 2017 у Wayback Machine.]
- 1996 — Дівчино вишли листа
- 1997 — Весілля під столом
- 2007 — Від рідного порогу — Безпечна дорога! Музичний комікс
- 2007 — Львівська хата
- 2007 — Гуляй, весілля!!! (музична комедія)
- 2007 — Школа Левка Дурка
- 2007 — Казки Левка Дурка

## Відеокліпи
- No Problem на YouTube
- Артек
- Безпечна дорога
- Булочка
- Грижа
- Дискотека Цюця
- Дівчино вишли листа
- Згуба
- Інспектор Хома
- Їду в Югославію!
- Їду у Флориду
- Куме, куме
- Курочки-несучки
- Лице, тріснуте яйце
- Малинове варення
- Маньяк
- Моя бабця
- Музикант
- Переполох
- Раціональне харчування на YouTube
- Свиня, любов моя на YouTube
- Червоне село